# Humber Keel

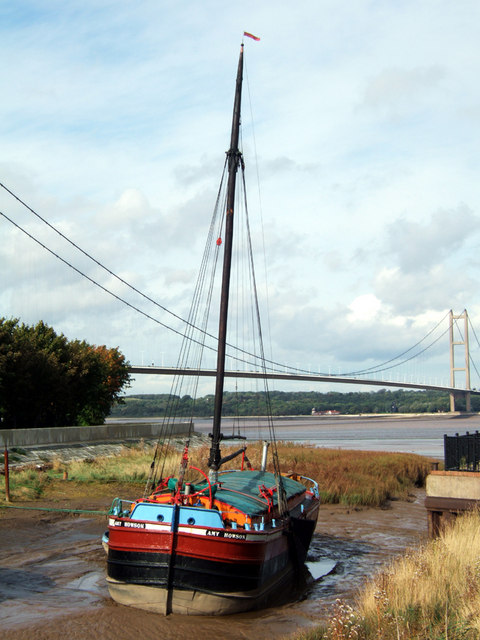
Ein Humber Keel

Der Humber Keel (deutsch Humber-Flussschiff) ist ein kleiner Frachtsegelschiffstyp.

## Geschichte
Der weitverbreitete Schiffstyp wurde auf den Flüssen Humber, Trent und Ouse sowie auf den Kanälen zwischen diesen Flüssen verwendet. Seine Blütezeit lag etwa in der Mitte des 19. Jahrhunderts. Heute sind nur noch etwa eine Handvoll historischer Fahrzeuge erhalten, die als Traditionsschiffe oder Freizeitfahrzeuge betrieben werden.

## Bauweise
Die über 20 Meter langen und fünf Meter breiten hölzernen Frachtsegler mit Rahbesegelung sind vorn und achtern rund und stumpf zulaufend. Die Tragfähigkeit der anfangs in außergewöhnlich schwerer Klinkerbauweise gebauten, später jedoch zunehmend mit Kraweelbeplankung erstellten Schiffe liegt bei etwa 90 bis 100 Tonnen. Der größte Teil des Decks wird durch die einzelne große Luke beansprucht, in deren Mitte der einzige für die Passage von Brücken klappbare Mast angeordnet ist. Die Schiffe verfügen über zwei mittig angeordnete große Seitenschwerter. Die Besegelung besteht aus ein bis zwei Rahsegeln, die mittels einer Winde von einem Mann bedient werden können. Der Grund für die aufwändiger zu bedienende Besegelung lag in der, im Vergleich zur Gaffeltakelung, größeren Manövrierfähigkeit. Später wurden aber zahlreiche Einheiten dieser Art auf Gaffelsegel umgestellt. Die Besatzung bestand normalerweise aus zwei Mann, die im achtern abgetrennten Logis wohnten.